# Geoff Tate
Jeffrey Wayne Tate (Stuttgart, Alemania, 14 de enero de 1959), más conocido como Geoff Tate, es un vocalista de rock y heavy metal, conocido por su trabajo con la banda de metal progresivo Queensrÿche. Figura en el puesto #14 en el listado de los 100 mejores vocalistas del Metal de todos los tiempos de la revista estadounidense Hit Parader.

## Biografía
Tate nació en Stuttgart, que entonces era parte de Alemania Occidental, de padres estadounidenses. El lado materno de su familia es de Nueva Orleans. Poco después de su nacimiento, su familia se mudó a Tacoma, Washington. Tate tuvo interés por la música desde una edad temprana. Estaba especialmente interesado en las obras sinfónicas. Tate quería ser jugador de fútbol hasta que sufrió una lesión en la rodilla. Se matriculó en Tacoma Community College después de graduarse de la escuela secundaria en 1977, pero abandonó después de un año.

## Carrera
Tate inicia su carrera musical en febrero de 1979, en el trío Tyrant junto con Adam Bomb y Scott Earl, pero después de que en verano de 1980 esta banda de versiones de Judas Priest se disolviera, Tate entró en Myth. Ese mismo año accede a colaborar con la banda The Mob para cantar con ellos en conciertos de rock y metal locales. En 1982 vuelve a participar con The Mob para la grabación de su demo The Queen Of The Reich, para luego en 1983 después de grabar y producir con dicha banda (ahora Queensrÿche) su primer disco, Tate deja Myth para ser miembro oficial de Queensrÿche.
Geoff Tate se ha caracterizado por su excelente vocalización, la que muchos músicos como Michael Kiske han imitado y han visto como una fuente permanente de inspiración. Grabó 15 trabajos con Queensrÿche, entre discos en estudio, en directo y recopilaciones.
En 1985 participó de Hear n' Aid, una reunión promovida por Ronnie James Dio y sus músicos, que buscaba recaudar fondos para mitigar el hambre en África. Junto a él estuvieron, entre muchos otros, vocalistas como Rob Halford, Paul Shortino, Kevin DuBrow y Don Dokken.
En 2002 lanzó al mercado su primer álbum en solitario, de la mano de Sanctuary Records. 
En junio de 2012 fue despedido de Queensrÿche por problemas con el resto de miembros de la banda. A raíz de esto, Tate grabó Frequency Unknown como su propia versión de la banda, pero después de que lo denunciasen por los derechos del grupo,  tomó acciones legales contra sus excompañeros.

## Vida privada
La primera esposa de Tate se llamó Donna, con quien estuvo casado de 1985 a 1989. Luego se casó con Sue (Suzanne) de 1990 a 1996. Ella inspiró la letra de "Jet City Woman", sencillo perteneciente al cuarto álbum de estudio de Queensrÿche, Empire. En 1996 se casó con su actual esposa, Susan. Ella y Tate solían ser veganos. Tate tiene tres hijas y una hijastra.

## Discografía

### Queensrÿche
- 1983: Queensrÿche
- 1984: The Warning
- 1986: Rage for Order
- 1988: Operation: Mindcrime
- 1990: Empire
- 1992: Operation: LIVEcrime
- 1994: Promised Land
- 1997: Hear in the Now Frontier
- 1999: Q2K
- 2001: Live Evolution
- 2003: Tribe
- 2004: The Art of Live
- 2006: Operation: Mindcrime II
- 2007: Mindcrime at the Moore
- 2007: Sign of the Times
- 2007: Take Cover
- 2009: American Soldier
- 2011: Dedicated to Chaos

### Solista
- 2002: Geoff Tate
- 2012: Kings & Thieves

### Operation: Mindcrime
- 2015: The Key

### Avantasia
- 2017: Ghostlights
- 2019: Moonglow
- 2023: A Paranormal evening with the moonflower society